# Qûs
Qûs (en arabe : قوص) est une ville sur la rive droite du Nil en Haute-Égypte dans le gouvernorat de Qena entre Qena au nord et Louxor au sud.

## Toponymie
| V33 | S29 | Aa17 | G1 | O49 |

| V33 | S29 | Aa17 | G1 | O49 |

| V33 | S29 | Aa17 | G1 | O49 |

| V33 | S29 | Aa17 | G1 | O49 |

| W11 | S29 | Aa17 | G1 | O49 |

| W11 | S29 | Aa17 | G1 | O49 |

| W11 | S29 | Aa17 | G1 | O49 |

| W11 | S29 | Aa17 | G1 | O49 |

La ville a eu au cours de l'histoire plusieurs noms :
- en égyptien ancien, elle portait le nom de Gesa (Gsȝ) ;
- en grec ancien, elle portait le nom de Apollinopolis Mikra (ou Parva) (Apóllônos pólis Mikrá, grec ancien : Ἀπόλλωνος πόλις Μικρά), signifiant la « petite ville d'Apollon »[2], en opposition à Apollinopolis Magna, l'actuelle ville d'Edfou[n 2],[3] ;
- les romains ont nommé la ville  Apollo inferior, signifiant également la « petite ville d'Apollon » ;
- plus tardivement, la ville a été renommée Diocletianopolis, il s'agit alors d'un évêché suffragant de la région de Thèbes ( Thébaïde)[4] ;
- en copte, elle portait le nom de Kôs Birbir (Κωϲ Βιρβιρ, « Kôs brulante ») pour la distinguer de villes homonymes situées plus au nord dans des régions moins chaudes, le mot Kôs évoquant l’idée de tristesse ou de tombeau[3] ;
- son nom arabe actuel est قوص (Qûs), dérivé du nom copte précédent.

## Histoire

### Période pharaonique
Située à cinq kilomètres au sud-est de Nagada, de l'autre côté du Nil, ce site se nommait Gesa (Gsȝ) et était probablement la ville prédynastique associée au cimetière de Naqada. Il a peut-être pris une importance précoce en tant que point de départ des expéditions vers le désert oriental via le Ouadi Hammamat, où se trouvaient les mines et l'accès à la mer Rouge.
Un certain nombre de monuments funéraires datant de la VIe à la XIe dynasties sont associés au cimetière situé sur la rive ouest du Nil. Le statut modeste du prêtre-chef représenté sur ces monuments suggère que le temple local n'a joué qu'un rôle mineur à cette époque. Gesa appartenait au 5e nome de Haute-Égypte, le nome des Deux Divinités, dont la capitale pendant l'Ancien Empire était Coptos,. Certains dirigeants sacerdotaux de l'Ancien Empire et de la Première Période intermédiaire de cette ville sont également connus par leur nom : Kheteti, Hetepi, Dagi et Oueser, mais aussi Djefi qui a vécu une période de famine.
Plusieurs monuments pharaoniques sont également connus de la ville de Gesa. Parmi les plus intéressants figurent un naos en granit rouge du vizir Shemay de la VIIIe dynastie, des blocs de grès avec des cartouches d'Aton et de Néfertiti trouvés près de la tombe d'un cheikh à l'ouest de la ville, et une stèle en granit gris montrant Ramsès III avec des captifs, datée de sa 16e année de règne. Gesa figure également sur la liste des impôts du tombeau thébain de Rekhmirê (XVIIIe dynastie), et était donc un centre administratif important,.
Au cours de l'Ancien Empire, le dieu faucon Nenoun était vénéré. Il a été plus tard assimilé à Haroëris, avec l'épithète « Horus l'Ancien, Seigneur de Gesa »  ou « Seigneur de la Haute-Égypte », et était la principale divinité de Gesa à partir du Nouvel Empire. Alan Gardiner soutient que c'est cette divinité qui, avec Seth d'Ombos, a formé le symbole des deux faucons de l'période ptolémaïque. Par conséquent, Gesa n'aurait plus appartenu au même district administratif que Coptos. Ce que l'on sait, c'est que Qûs appartenait à un autre district que Coptos pendant la période ptolémaïque, avec un emblème qui se lit Bnbn ou Brbr.

### Période gréco-romaine
Sous le nom d'Apollinopolis Parva, la ville a connu une période de prospérité pendant la dynastie ptolémaïque, comme en témoignent les vestiges d'un temple de cette époque dédié à Haroëris et à la déesse Héqet. En 1898, Ahmed Kamal a découvert la partie inférieure de deux pylônes datant de l'époque de Ptolémée XI. Le roi est représenté sur les murs chassant les hippopotames, faisant des offrandes devant Haroeris, tuant les ennemis et abattant une gazelle sur l'autel. Près de ce site, un naos de basalte vert a été découvert. Il a été dédié à Horus par Ptolémée II. On suppose que le naos provenait également du temple.
Certaines colonnes construites dans les mosquées datent de l'époque romaine. Sous Dioclétien, la ville a été rebaptisée Dioclétianopolis pendant un certain temps. Il y a quelques vestiges de bâtiments chrétiens. Plus tard, à l'époque copte, la ville a été appelée Kôs Birbir, d'où son nom moderne.

#### Temple d'Haroëris et Héqet
Le temple d'Haroëris (Horus) et de Héqet a été construit pendant la période ptolémaïque. De nos jours, il ne reste que deux pylônes en ruine du temple, situé à 25° 54′ 57″ N, 32° 45′ 51″ E.
Le pylône montre des scènes de Ptolémée X harponnant des hippopotames, présentant des offrandes à Horus, et offrant des couronnes à la fois à Horus et à Héqet. Les textes comprennent également les cartouches de Ptolémée IX (appelé Lathyros) et de sa mère Cléopâtre III. Près de ce site, un naos en basalte vert a été découvert. Il a été dédié à Horus par Ptolémée II. On suppose que le naos provient également du temple,.

### Période islamique
La ville eut une grande importance au Moyen Âge. Les géographes arabes la décrivent comme la troisième ville d’Égypte au XIIIe siècle. Au début du XIVe siècle, Ibn Battûta écrit :

« Je partis de Kinâ pour Koûs, ville grande et possédant les avantages les plus complets. Ses jardins sont touffus, ses marchés magnifiques ; elle a des mosquées nombreuses et des collèges illustres ; enfin, elle est la résidence des vice-rois du Sa`îd. »

— Ibn Battûta, op. cit., vol. I, 398 p. (lire en ligne), « Miracle de ce seyid », p. 118.
Sa position sur une boucle du Nil en fait le point le plus proche de la mer Rouge et elle était un relais pour les marchandises allant d'Alexandrie vers les Indes (sous les Romains) ou venant de Chine (au Moyen Âge), transportées par chameaux entre le Nil et l'ancien port d'Aydhab, qui était son débouché sur la mer Rouge. Car, à cette époque, il n’y avait que les navires d’un faible tirant d’eau qui remontaient jusqu’à la ville actuelle de Suez. Qûs était aussi une étape sur la route du pèlerinage de La Mecque.
En 1336 pendant son troisième règne, le sultan mamelouk bahrite An-Nâsir Muhammad arrête le calife abbasside Al-Mustakfi et l'enferme avec toute sa famille dans la citadelle du Caire avant de l'exiler à Qûs où il meurt en 1239/1240. An-Nâsir Muhammad passe alors outre la volonté du défunt de voir son fils lui succéder et désigne autoritairement comme successeur Ibrâhîm al-Wâthik Ier petit-fils d'Al-Hakim Ier. Contrairement à ce qui est arrivé en 1302, ce n'est pas le sultan qui prononce un serment d'allégeance au calife, mais c'est le calife qui fait allégeance au sultan.
Son importance a décliné ensuite au profit des deux cités voisines, Qena et Louxor, l'insécurité entre Qûs et Aydhab conduisant les marchands et les pèlerins à lui préférer une autre route,.

### XXesiècle
La ville ne retrouve une certaine activité qu'au XXe siècle avec l'installation d'une industrie sucrière. En 2000, un projet germano-égyptien de plus de 250 millions de $US, prévoyait la construction d’une usine de fabrication de papier à partir de la bagasse de canne à sucre. L’accès à la ville restait interdit aux touristes (en 2000).